# Silvio Branzi
Silvio Branzi (Vermiglio, 10 agosto 1899 – Trento, 6 luglio 1976) è stato un giornalista, critico d'arte e scrittore italiano.
Ha collaborato con importanti giornali e riviste fra cui la Gazzetta di Venezia, Il Giornale Nuovo, La Fiera Letteraria e Epoca, e ha pubblicato numerosi saggi fra cui I ribelli di Ca' Pesaro (1975), e le raccolte di racconti Cavalcata notturna (1935) e Una nuvola rossa (1978). L'archivio di Branzi è conservato in parte presso l'Archivio del '900 del Mart di Rovereto e in parte presso il Gabinetto Vieusseux di Firenze.

## Biografia
Silvio Branzi nasce a Vermiglio, in Trentino, il 10 agosto 1899. Frequenta le scuole medie a Trento e inizia giovanissimo a collaborare con riviste e giornali locali quali La fiamma verde e La libertà. Allo scoppio della prima guerra mondiale è chiamato al fronte come combattente nell'esercito austro-ungarico. Nel 1919 partecipa all'Impresa di Fiume guidata da Gabriele D'Annunzio. Rientrato in Trentino, riprende gli studi superiori e consegue la laurea, in seguito si trasferisce a Venezia. Alla fine degli anni Venti pubblica sulla rivista Trentino articoli di critica d'arte e racconti. Questi ultimi verranno raccolti nel volume Cavalcata notturna, pubblicato nel 1935. Assunto come redattore al quotidiano Gazzetta di Venezia, si occupa in un primo tempo di critica letteraria per poi dedicarsi, a partire dalla metà degli anni Trenta, alla critica d'arte. Negli anni Quaranta scrive per i quotidiani Corriere veneto e Corriere tridentino e per le riviste La Fiera Letteraria (sotto la direzione di Giovanni Battista Angioletti), Arte veneta, Le arti e Carro minore.
Negli anni Cinquanta inizia una collaborazione con le riviste L'Osservatore politico letterario (fondato da Giuseppe Longo), Ateneo veneto e Convivium, sulle quali pubblica saggi su artisti contemporanei fra cui Gino Pancheri, Tullio Garbari e Filippo de Pisis. Affianca inoltre allo studio dell'arte contemporanea quello dell'arte classica, interessandosi in particolare a Giambattista e Giandomenico Tiepolo e al Tintoretto. Si occupa inoltre della Biennale di Venezia, vincendo alcuni premi per la critica indetti in occasione della XXIV esposizione (1948) e della XXV (1952). Negli anni Sessanta è curatore di molteplici cataloghi di mostre di arte contemporanea, fra cui quelle di Lyonel Feininger, Virgilio Guidi e Mario Deluigi presso la Galleria L'Argentario di Trento, Fiorenzo Tomea alla Galleria Santo Stefano di Venezia e Ferruccio Bortoluzzi alla Galleria Il Fiore di Firenze. A partire dal 1974 pubblica sul Giornale Nuovo di Indro Montanelli la rubrica Maestri in controluce. Si spegne a Trento il 6 luglio 1976.
Nel 2022-2023 l'Archivio del '900 del Mart di Rovereto e il Gabinetto G.P. Viueusseux di Firenze, entrambi detentori di parte dell'archivio del critico d'arte, hanno dato vita su Internet Archive a un archivio digitale dedicato a Silvio Branzi, riunificando così virtualmente parte delle carte del fondo.

## Opere

### Saggi
- Gino Pancheri, Rovereto, Edizioni d'arte Delfino, 1944.
- Guido Polo, Rovereto, Edizioni d'arte Delfino, 1945.
- Tintoretto, Milano, Riunione adriatica di sicurtà, 1961.
- I ribelli di Ca' Pesaro, Milano, Pan, 1975.

#### InCarro minore
- La 24ª Biennale di Venezia, in Carro minore, Trento, Saturnia, 1948.

#### InAteneo veneto
- Apoteosi di Giambattista Tiepolo, Venezia, Tipografia commerciale, 1951.
- Ca' Pesaro. Prima voce dell'arte moderna italiana, Venezia, Tipografia commerciale, 1958.
- La 30ª Biennale d'arte, Venezia, Tipografia commerciale, 1960.
- La 31ª Biennale di Venezia, Venezia, Tipografia commerciale, 1962.
- Leone Minassian, Venezia, Tipografia commerciale, 1970.
- Filippo De Pisis, Venezia, Tipografia commerciale, 1970.
- Luigi Cobianco, Venezia, Tipografia commerciale, 1971.
- G. B. Tiepolo uno e due, Venezia, Tipografia commerciale, 1974.
- Autobiografia scritta col lapis, Venezia, Tipografia commerciale, 1974.
- Giandomenico Tiepolo nell'"aria vera" del Canaletto, Venezia, Tipografia commerciale, 1975.
- Memorie di Mario Mirabello, Venezia, Tipografia commerciale, 1975.
- Alessandro Milesi, Venezia, Tipografia commerciale, 1975.

#### InConvivium
- La mostra ferrarese di Filippo De Pisis, Torino, Società editrice internazionale, 1951.
- L'esposizione veneziana di Giambattista e Giandomenico Tiepolo, Torino, Società editrice internazionale, 1952.

#### InLa Biennale di Venezia
- Scheda per tre pittori. Garbari, Pancheri, Polo, Venezia, La Biennale, 1953.

#### InL'Osservatore politico letterario
- Tullio Garbari, Milano; Roma, Centro editoriale dell'Osservatore, 1955.
- Giorgio Morandi, Milano; Roma, Centro editoriale dell'Osservatore, 1961.
- Carlo Carrà, Milano; Roma, Centro editoriale dell'Osservatore, 1962.
- Storia di Modigliani, Milano; Roma, Centro editoriale dell'Osservatore, 1968.
- Depero e il futurismo, Milano; Roma, Centro editoriale dell'Osservatore, 1968.
- Carteggio con Arturo Martini sulla scultura lingua morta, Milano; Roma, Centro editoriale dell'Osservatore, 1972.
- Saggio su Munch, Milano; Roma, Centro editoriale dell'Osservatore, 1978.
- La dinastia dei Bassano, Milano; Roma, Centro editoriale dell'Osservatore, 1979.

### Racconti
- Cavalcata notturna, Genova, Degli Orfini, 1935.
- Una nuvola rossa, Quarto d'Altino, Rebellato, 1978.

### Cataloghi
- Carlo Hollesch, Trieste, Galleria La Cavana, 1962.
- Gina Roma, Napoli, Galleria Il Centro, 1962.
- Arabella Giorgi, Bologna, Galleria d'arte 2000, 1962.
- Remo Brindisi, Genova, Galleria d'arte R. Rotta, 1963.
- Carlo Hollesch, Torino, Galleria d'arte moderna Viotti, 1962.
- Virgilio Guidi, Trento, Galleria d'arte L'Argentario, 1963.
- Mario Deluigi, Trento, Galleria d'arte L'Argentario, 1963.
- Aldo Schmid, Trento, Galleria d'arte L'Argentario, 1963.
- Giovanny Korompay, Trento, Galleria d'arte L'Argentario, 1964.
- Bruno Colorio, Trento, Galleria d'arte L'Argentario, 1964.
- Lyonel Feininger, Trento, Galleria d'arte L'Argentario, 1964.
- Guido Polo, Trento, Galleria d'arte L'Argentario, 1964.
- Toni Fulgenzi, Trento, Galleria d'arte L'Argentario, 1965.
- Gasparini, Mantova, Ente provinciale turismo, 1966.
- Luigi Zuccheri, Torino, Galleria d'arte moderna Viotti, 1967.
- Gino Morandis, Milano, Galleria Naviglio 2, 1967.
- Fiorenzo Tomea, Venezia, Galleria Santo Stefano, 1967.
- Ferruccio Bortoluzzi, Firenze, Galleria Il Fiore, 1968.
- Virgilio Guidi, Cortina d'Ampezzo, Galleria Hausammann, 1968.
- Gino Pancheri, Trento, Editrice TEMI, 1969.